# Patellapis kamerunensis
Patellapis kamerunensis är en biart som först beskrevs av Heinrich Friese 1914.  Patellapis kamerunensis ingår i släktet Patellapis och familjen vägbin. Inga underarter finns listade i Catalogue of Life.